# Валя-Маре-Правец (комуна)
Валя-Маре-Правец (рум. Valea Mare-Pravăț) — комуна у повіті Арджеш в Румунії. До складу комуни входять такі села (дані про населення за 2002 рік):
- Білчешть (203 особи)
- Валя-Маре-Правец (1345 осіб) — адміністративний центр комуни
- Гура-Правец (985 осіб)
- Колнік (196 осіб)
- Немеєшть (713 осіб)
- П'єтроаса (304 особи)
- Финтиня (121 особа)
- Шеларі (404 особи)

Комуна розташована на відстані 123 км на північний захід від Бухареста, 51 км на північ від Пітешть, 147 км на північний схід від Крайови, 57 км на південний захід від Брашова.

## Населення
За даними перепису населення 2002 року у комуні проживала 4271 особа.
Національний склад населення комуни:
| Національність | Кількість осіб | Відсоток |
| -------------- | -------------- | -------- |
| румуни         | 3714           | 87,0%    |
| цигани         | 557            | 13,0%    |

Рідною мовою назвали:
| Мова      | Кількість осіб | Відсоток |
| --------- | -------------- | -------- |
| румунська | 4267           | 99,9%    |
| циганська | 4              | 0,1%     |

Склад населення комуни за віросповіданням:
| Релігія        | Кількість осіб | Відсоток |
| -------------- | -------------- | -------- |
| православні    | 4149           | 97,1%    |
| п'ятдесятники  | 62             | 1,5%     |
| бретрени       | 38             | 0,9%     |
| не релігійні   | 12             | 0,3%     |
| римо-католики  | 3              | 0,1%     |
| реформати      | 3              | 0,1%     |
| лютерани       | 3              | 0,1%     |
| греко-католики | 1              | < 0,1%   |